# Eugène L'Ebraly
Pour les articles homonymes, voir L'Ebraly.
Marie Julien Charles Eugène L'Ebraly est un avocat et homme politique français, né le 11 août 1866 à Clermont-Ferrand et mort le 8 mars 1924 à Clermont-Ferrand.

## Biographie
Fils de Charles Marie Gabriel Lébraly et de Geneviève Julie Nelly Claire Aubergier, Marie Julien Charles Eugène L'Ebraly nait le 11 août 1866, à midi, au domicile de ses père et mère situé à Clermont-Ferrand, canton sud, au 13 cours Sablon. Sa naissance est déclarée le lendemain, 12 août 1866, en présence de son aïeul, Pierre Hector Aubergier, docteur ès sciences, doyen de la faculté des sciences de Clermont-Ferrand, chevalier de la Légion d'Honneur.
Il épouse, le 21 juin 1893, à Provins, Élisabeth Marie Molleveaux, fille de Louis Alector Molleveaux, notaire, et de Claire Garanger de la Roche, avec laquelle il aura :
- Gabriel Marie Charles (1894[3]-1895[4]),
- Geneviève Marie (1896[5]-...) qui épousera Louis Joseph Pérouse de Montclos,
- Marie Louise Marguerite Josephe (1898[6]-1899[7]),
- Gabriel Régis Paul Louis Marie (1902[8]-...) qui épousera Françoise Marguerite Marie Geneviève Lauras,
- Henri Yves Marie (1904[9]-1978),
- Marie Louise Gabrielle Jeanne (1908[10]-...), qui épousera Pierre Louis Fernand Vignancour,
- Madeleine Marie Henriette Geneviève (1910[11]-1995), qui épousera Marie Étienne Émile Sénéclauze, descendant de la famille de Montgolfier et de Marc Seguin.

Il décède le 8 mars 1924, à l'âge de 57 ans, en son domicile situé à Clermont-Ferrand, au 45, cours Sablon. Au jour de son décès, il est bâtonnier de l'ordre des avocats du barreau de Clermont-Ferrand, professeur à la faculté de droit de Clermont-Ferrand, président de l'Académie de Clermont-Ferrand et commandeur de l'Ordre de Saint-Grégoire le Grand,.

## Carrière militaire
Devançant son appel, il s'engage conditionnellement, pour un an, le 10 novembre 1884, à la mairie de Clermont-Ferrand, et est incorporé, comme canonnier conducteur de 2e classe, au 16e régiment d'artillerie,.
Il est nommé brigadier, le 12 mai 1885, et promu maréchal des logis, le 12 novembre suivant, ayant obtenu la note très bien aux examens de fin d'année,.
Conformément à son engagement conditionnel, il est envoyé dans la disponibilité de l'armée active, le 12 novembre 1885, en attendant son passage dans la réserve qui intervient le 10 novembre 1889. Le certificat de bonne conduite lui fut accordé,.
Par décret en date du 18 avril 1887, il est nommé sous-lieutenant de réserve au 36e régiment d'artillerie,.
Nommé, par décret en date du 4 février 1896, lieutenant en second de réserve et maintenu au 36e régiment d'artillerie, il passe dans la réserve de l'armée territoriale, le 17 février 1899, et par décision ministérielle en date du même jour, est nommé lieutenant en premier au groupe territorial dudit régiment,.
Par décret du 8 juillet 1908, il est promu au grade de capitaine et maintenu au groupe territorial du 36e régiment d'artillerie.
Le 25 novembre 1910, il est affecté au 53e régiment d'artillerie,.
Rappelé à l'activité par décret de mobilisation générale du 1er août 1914, il arrive au corps le 2 août suivant,.
Le 1er octobre 1915, il passe, avec son grade de capitaine de territoriale, au 113e régiment d'artillerie lourde,.
Par décision ministérielle en date du 11 juillet 1917, il est promu chef d'escadron,.

## Carrière juridique
Il soutient sa thèse de doctorat, intitulée De l'intérêt en matière commerciale, le 26 mars 1896, à la faculté de droit de Paris.
Il est élu bâtonnier de l'ordre des avocats du barreau de Clermont-Ferrand :
- le 13 novembre 1906[19], faisant suite à Charles Lucien Lecoq,
- le 5 novembre 1907[20],
- le 11 juillet 1923[21], faisant suite à Marius Billy.

Il est élu membre du conseil de l'ordre des avocats du barreau de Clermont-Ferrand :
- Le 16 novembre 1901 et est désigné secrétaire de l'ordre[22],
- Le 14 novembre 1902 et est désigné secrétaire de l'ordre[23],
- Le 3 novembre 1903 et est désigné secrétaire de l'ordre[24],
- Le 6 novembre 1908[25],
- Le 15 juillet 1914 et est maintenu délégué au bureau de l'assistance judiciaire[26],
- Le 16 juillet 1921 et est délégué au bureau de l'assistance judiciaire[27],
- Le 11 juillet 1922 et est délégué au bureau de l'assistance judiciaire[28].

Au jour de son décès, il est professeur à la faculté de droit de Clermont-Ferrand,.

### Défenseur du Clergé
Le 14 janvier 1898, il représente l'abbé Barjaud dans son action en diffamation contre le journal le Réveil républicain de Brive-la-Gaillarde.

#### L'affaire de la communauté de Notre-Dame d'Ussel
En 1898, il défend les intérêts de la communauté des filles de Notre-Dame d'Ussel dans un procès les opposant à l'administration de l'enregistrement. En effet, en application d'une décision du conseil supérieur de l'instruction publique, la congrégation ayant refusé de se soumettre à la loi d'abonnement, le fisc a fait procéder, le 9 février précédent, à la saisie de ses immeubles. Opposant une fin de non-recevoir au recours formé par la congrégation religieuse, l'affaire est portée devant le tribunal d'Ussel. Ce procès l'oppose à Étienne Brindel, alors maire d'Ussel.

#### Les anciens frères sécularisés
En août 1903, il assure, avec ses confrères, Maîtres Casimir Pajot, Langlais et Joseph Vignancour, la défense des anciens frères sécularisés de Clermont-Ferrand, de Bourg-Lastic, de Messeix, du Mont-Dore et de Chanonat, poursuivis devant le tribunal correctionnel de Clermont-Ferrand. Parvenant à démontrer l'inanité des poursuites, toutes les affaires sont mises en délibéré.
En octobre 1903, assurant la défense des anciens frères sécularisés de Meymac et de Bort-les-Orgues, il obtient du tribunal correctionnel d'Ussel l'annulation, pour vice de forme, de la procédure les visant.
En décembre de la même année, il assure la défense du propriétaire des immeubles mis à la disposition des anciens frères de Saint-Gabriel d'Escoutoux, ces derniers étant représentés par maître Pajot, devant le tribunal de Thiers, pour infraction à la loi de 1901.

#### La congrégation des sœurs de l'instruction de Notre-Dame d'Eygurande
En octobre 1903, il défend les intérêts de la congrégation des sœurs de l'instruction de Notre-Dame d'Eygurande, poursuivie par leur liquidateur qui saisit le tribunal d'Ussel d'une demande en référé afin d'être autorisé à procéder à l'inventaire des biens. Le magistrat se déclarant incompétent, en se fondant sur le fait que le jugement le nommant liquidateur est frappé de tierce opposition par la congrégation, le déboute de ses prétentions.

#### La congrégation du cœur de l'enfant Jésus de Sermentizon
Le 18 novembre 1904, il représente, devant le tribunal civil de Thiers, la congrégation du Cœur de l'enfant Jésus de Sermentizon qui a formé une tierce opposition contre un jugement en date du 23 juillet précédent et nommant Maître Comte liquidateur. Dans une longue plaidoirie, il s'efforce ainsi de démontrer que la congrégation ne tombe pas sous le coup de l'application de la loi du 7 juillet 1904, dite « loi Combes », interdisant l'enseignement aux congrégations.

#### La société civile d'enseignement libre du Puy-de-Dôme
En novembre 1905, un mois avant la promulgation de la loi de séparation des Églises et de l'État, le bureau du petit séminaire de Clermont-Ferrand loue des immeubles lui appartenant à la société civile d'enseignement libre du Puy-de-Dôme. Lors de la mise sous séquestre, prévue par la loi du 9 décembre 1905, les services de l'enregistrement refusent de reconnaître ce bail et la société civile est alors expulsée, en vertu d'un arrêt préfectoral de conflit et un jugement du tribunal civil de Clermont-Ferrand la déboutant de ses prétentions. Un arrêt de la cour d'appel de Riom réforme ce jugement et permet à la société de réintégrer les locaux. L'enregistrement attaque dès lors le bail en nullité, en décembre 1907. Ce procès dans lequel il défend les intérêts de la société civile l'oppose à l'avocat Massé, représentant le séquestre.
À l'occasion du supplément d'expertise ordonné dans l'affaire de l'école Massillon, Maurice Basse, administrateur-gérant de la société civile d'enseignement libre, interjette appel d'un jugement du tribunal de Clermont-Ferrand refusant notamment de comparer les valeurs vénales et locatives de l'immeuble de la rue Bansac avec l'immeuble, de même nature et de même destination, abritant le pensionnat Godefroy de Bouillon, à proximité. Assurant la défense de la société civile d'enseignement libre, contre le préfet, représentant le département, attributaire des biens du petit séminaire, l'ensemble de ses conclusions sont admises par la cour d'Appel de Riom, dans un arrêt de janvier 1910 infirmant la décision de première instance.

#### L'affaire de l'église Saint-Genès des Carmes
Le 25 juin 1910, défendant les intérêts des héritiers des quatre acquéreurs de l'église Saint-Genès des Carmes contre l'administration de l'enregistrement, il obtient la restitution de l'église aux requérants. Vendue comme bien national à la ville de Clermont-Ferrand, cette église avait été rachetée par quatre catholiques dans le but de la conserver. À la suite de la promulgation de la loi de séparation des Églises et de l'État, les héritiers de ces derniers forment une action en reprise devant le Tribunal de Clermont-Ferrand. Considérant les dispositions de la loi du 13 avril 1908, le séquestre leur oppose une fin de non-recevoir, arguant du fait que la propriété de l'édifice aurait été définitivement attribuée à la ville de Clermont-Ferrand et que l'action aurait dû être dirigée contre cette dernière. Le Tribunal, dans un jugement particulièrement motivé, rejette les prétentions de l'enregistrement, portées par Maître Vard, et ordonne donc la restitution de l'église. Maître Vignancour, représentant la ville de Clermont-Ferrand, formule simplement certaines réserves quant aux sommes versées par sa cliente au titre des réparations de l'édifice religieux.

#### L'affaire du presbytère d'Orcival
Dans le courant de l'année 1907, l'abbé Mallet, curé-doyen d'Orcival, agissant en qualité de légataire universel de son oncle, l'Abbé Rochon, forme contre la commune d'Orcival une action en résolution de la vente consentie par son oncle d'un bien destiné à servir, à perpétuité de presbytère. La commune, bien que reconnaissant que l'intention des parties était bien de faire de cette affectation une condition substantielle du contrat, prétend remplir son engagement en louant cette immeuble au desservant d'Orcival. Le tribunal de Clermont-Ferrand, dans un jugement d'octobre 1907, admet la théorie avancée par la commune et déboute le religieux. Il assure donc la défense du doyen en appel et obtient, en décembre 1909, de la cour de Riom infirmation de la décision de première instance et la résolution de la vente.

## Carrière politique
En 1893, il est maire de la commune de Saint-Dézery.
En fin d'année 1898, il est révoqué de ses fonctions de maire, pour avoir refusé d'afficher un arrêt de la cour de cassation. Le conseil municipal choisit, pour le remplacer et à l'unanimité, son frère, Marie Joseph Antoine Paul, professeur au petit séminaire de Brive-la-Gaillarde.
En 1899, il adhère à la Ligue de la patrie française, récemment fondée, dans le contexte de l'affaire Dreyfus, en réaction à la création de la Ligue des droits de l'Homme.
En 1903, à nouveau maire de Saint-Dézery, il s'oppose violemment à l'inspection académique qui a ordonné à l'institutrice communale de retirer le crucifix ornant la salle de classe. 
Pressenti pour représenter l'arrondissement d'Ussel aux élections législatives de 1906, il ne se porte pas candidat, laisse libre champ à Raoul Calary de Lamazière, conseiller d'arrondissement dans le canton de Neuvic. 

## Enseignement libre
Catholique convaincu, outre la défense des intérêts des congrégations, il s'investit dans l'association de l'enseignement libre du Puy-de-Dôme.
À l'occasion du congrès diocésain d'Aurillac, qui se tient dans le courant du mois d'octobre 1908, il réclame la création immédiate des associations des pères et des mères de famille pour la défense des écoles libres et la surveillance des écoles neutres, après avoir prononcé une allocution très applaudie sur la liberté de l'enseignement.
Ainsi, le 30 janvier 1910, représentant cette dernière, avec Casimir Pajot, il assiste à l'inauguration de la nouvelle école libre de filles à Romagnat. À cette occasion, il donne une conférence sur la nécessité d'enseigner la religion aux enfants, établissant un parallèle entre religion et morale.
En 1913, il est membre du conseil d'administration de la caisse centrale autonome de retraites de l'enseignement libre, présidé par le colonel Prosper Keller, et dont le siège social se situe à Paris, 52, rue d'Assas.
Vice-président de l'association d'enseignement libre diocésain et à l'initiative de la formation d'une union régionale des associations du Centre, il œuvre pour la création de l'école normale de filles dite École Fénelon qui ouvre ses portes, à Royat, en 1908. Cette école, ayant vocation de recruter et de former le personnel enseignant des écoles primaires de tout degré, non seulement du Puy-de-Dôme, même également des départements de l'Allier, du Cher, de l'Indre, de la Corrèze et de la Haute-Vienne ayant rejoint l'Union régionale, est transférée, dès 1910, à Clermont-Ferrand.
Président de l'association d'enseignement privé, il est membre du conseil d'administration de l'office central d'hygiène sociale et de préservation antituberculeuse du Puy-de-Dôme.

## Distinctions et adhésions
En 1888, il est admis membre titulaire des unions de la paix sociale, fondées par Frédéric Le Play.
Présentée par Joseph Vignancour et Félix Chaudessolle, sa candidature à l'Académie des Sciences, Belles-Lettres et Arts de Clermont-Ferrand, est inscrite sur le registre spécial, en séance du 1er décembre 1892. À cette occasion, il offre un exemplaire de sa brochure intitulée Courte notice sur les Caisses d'épargne françaises.
Il est élu, dès le premier tour de scrutin, membre correspondant de l'Académie, en séance du 19 janvier 1893. Il en est élu membre titulaire, au premier tour de scrutin, le 17 janvier 1895.
En 1900, il est membre du syndicat d'initiative de Clermont-Ferrand et de l'Auvergne.
Élu au premier scrutin, avec messieurs Chaudessolle et Christophle, membre de l'académie susceptible de prononcer le discours d'usage à la cérémonie solennelle du prix de vertus pour l'année 1903, qui devait se tenir le 20 décembre, il est désigné par le président de l'académie, en séance du 7 mai.
Son implication dans la défense des congrégations devant la cour d'appel de Riom, contribuant à fixer certains points de jurisprudence, lui vaut d'être décoré, en 1904, par le pape Pie X, de l'Ordre de Saint-Grégoire le Grand,,.
Par arrêté ministériel en date du 13 juillet 1918, rendu sur le rapport du ministre de la guerre, il est nommé chevalier de la Légion d'Honneur, en sa qualité de chef d'escadron du groupe territorial au 113e Régiment d'Artillerie, pour prendre rang du 10 juillet précédent.
Il est élevé, en 1922, au rang de commandeur de l'ordre de Saint-Grégoire le Grand.
En 1923, il est président du conseil d'administration de l'association des chefs de famille d'Ussel, créée en 1911.
En 1923-1924, il préside l'Académie de Clermont-Ferrand.

## Publications et discours
- Courte notice sur les caisses d'épargne françaises (1892)[52],
- De l'intérêt en matière commerciale (1896),
- Discours solennel d'ouverture du prix des vertus pour l'année 1903 (20 décembre 1903)[56],
- Principes de la liquidation des biens des Congrégations dissoutes par la loi du 7 juillet 1904 (1905)[63],[64],
- rapport sur le recrutement du personnel enseignant des écoles libres lu à l'occasion du congrès national des associations catholiques de pères de famille qui se tient, à Lyon, le 11 juillet 1914[65],
- conférence sur la nécessité d'enseigner la religion aux enfants, donnée lors de l'inauguration de la nouvelle école libre de filles de Romagnat (1910)[47],
- conférence sur l’œuvre de Saint-Jean-François Régis, donnée lors de la réunion générale des conférences de Saint-Vincent-de-Paul (1901)[66],